# Associated Press
Associated Press (AP) je americká tisková agentura s centrálou v New Yorku, která byla založená v roce 1846 jako Harbour News Association.
V současnosti má více než 10 tisíc zákazníků po celém světě, pro které informace zajišťují regionální kanceláře ve více než sto zemích celého světa s více než 4 tisíci zaměstnanci.